# Saint-Germain-de-Fresney
 Saint-Germain-de-Fresney  là một xã của tỉnh Eure, thuộc vùng Normandie, miền bắc nước Pháp.